# 小松亘弘
小松 亘弘（こまつ のぶひろ、生年不明 - 2017年）は、日本の音響監督。元俳優、舞台監督、音響効果スタッフ。
テアトル・エコーに所属していた。日本大学中退。

## 参加作品
特記ない限り音響監督・録音監督・オーディオディレクター。

### テレビアニメ
1970年
- ばくはつ大将
- 動物村ものがたり

1971年
- ゴルゴ13

1973年
- ドロロンえん魔くん
- バビル2世

1975年
- 少年徳川家康
- 一休さん

1976年
- 超電磁ロボ コン・バトラーV

1977年
- 女王陛下のプティアンジェ

1979年
- くじらのホセフィーナ

1980年
- ふた子のモンチッチ（録音）
- ずっこけナイトドンデラマンチャ
- 宇宙戦士バルディオス（録音）
- 釣りキチ三平

1981年
- 家族ロビンソン漂流記 ふしぎな島のフローネ
- Dr.スランプ アラレちゃん

1982年
- Dr.スランプ アラレちゃん ペンギン村英雄伝説
- おちゃめ神物語コロコロポロン

1983年
- アルプス物語 わたしのアンネット
- ななこSOS
- 亜空大作戦スラングル

1984年
- 宗谷物語
- 牧場の少女カトリ

1985年
- Gu-Guガンモ
- 小公女セーラ

1986年
- ドラゴンボール

1987年
- トランスフォーマー ザ☆ヘッドマスターズ

1988年
- キテレツ大百科

1989年
- 戦え!超ロボット生命体 トランスフォーマーV
- ドラゴンボールZ

1991年
- 緊急発進セイバーキッズ

1992年
- 超電動ロボ 鉄人28号FX

1996年
- ドラゴンボールGT

### 舞台
1954年
- 山の民（出演 - 弥助[4]、安エ門[4]）

1960年
- リリオム（舞台監督[5]）
- 新ハムレット（舞台監督[6]）

1961年
- 夏の夜の夢（舞台監督[7]）

1964年
- 四人の隊長の恋（舞台監督[8]）
- レースの鎧（舞台監督[8]）

1977年
- 夏の夜の夢（演出、根本嘉也との連名[9]）